# Схованка (трилер)
«Схованка» (англ. Stash House) — американський трилер 2012 року.

## Сюжет
Молода пара Девід і Емма Неш переїжджають в недавно придбаний будинок. Там вони випадково виявляють в одній зі стін свого житла схованку з наркотиками. Як тільки молоді люди спробували повідомити про свою знахідку в поліцію, до них завітав Ендрю Спектор. Виявилося що цей будинок колись належав найбільшому наркоторговцю. І тепер за вміст його схованки насмерть борються колишні подільники, мафіозі та інші головорізи. Для того, щоб вижити, молодим людям доведеться зібрати всю свою волю в кулак, і проявити небувалу винахідливість, щоб дати гідну відсіч бандитам.

## У ролях
| Актор                | Роль          |
| -------------------- | ------------- |
| Дольф Лундгрен       | Енді Спектор  |
| Шон Феріс            | Девід Неш     |
| Бріана Евіган        | Емі Неш       |
| Джон Уертас          | Рей Джаффе    |
| Аліша Окс            | Тріш Гарреті  |
| Дон Йессо            | Бенз          |
| Девід Коул Боттомс   | поліцейський  |
| Шон Бойд             | федерал 2     |
| Хав'єр Караскуїлло   | офіцер Рашинг |
| Річард Голден        | Генсон        |
| Кейлеб Майклсон      | фельдшер      |
| Ленс Е. Ніколс       | священик      |
| Джеймс Роулінгс      | поліцейський  |
| Майкл Патрік Роджерс | поліцейський  |
| Роджер Дж. Тімбер    | поліцейський  |
| Лоуренс Тернер       | Макс Фаррелл  |